# Courbe de remous
Une courbe de remous est en hydraulique une courbe représentant la profondeur de l’écoulement de l'eau ou la surface libre,,.

## Classification
Les courbes de remous peuvent être classées en fonction des valeurs respectives de la hauteur d'eau h, de la hauteur normale hn, et de la hauteur critique hc. La hauteur normale correspond à la hauteur de l’écoulement lorsque permanent et uniforme. La hauteur critique est la hauteur de l’écoulement pour laquelle le nombre de Froude égal 1.

### Type M
Les courbes de type M correspondent aux pentes faibles où l'écoulement est fluvial. hn est alors supérieur à hc. On parle de régime subcritique.

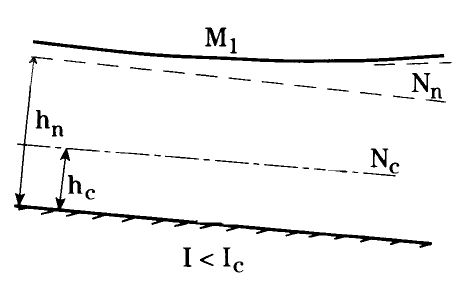
Courbe de remous de type M1 : I > 0, I < Ic (hn > hc), h > hn > hc
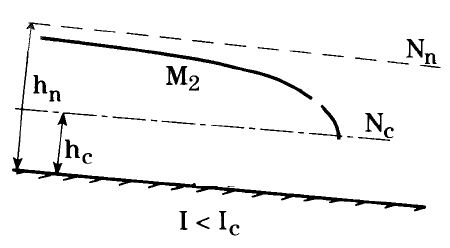
Courbe de remous de type M2 : I > 0, I < Ic (hn > hc), hn > h > hc
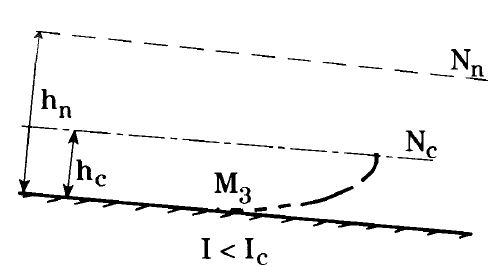
Courbe de remous de type M3 : I > 0, I < Ic (hn > hc), hn > hc > h

#### Exemples

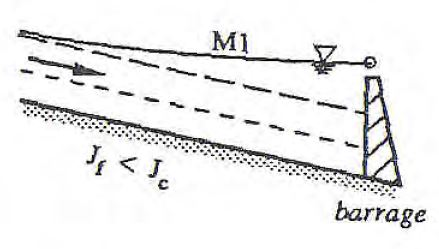
Exemple de courbe de remous de type M1
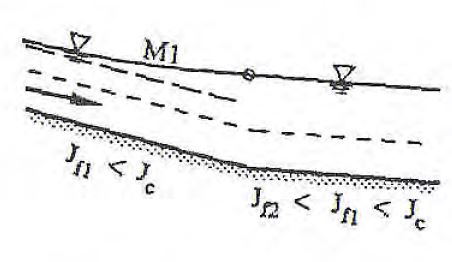
Exemple de courbe de remous de type M1
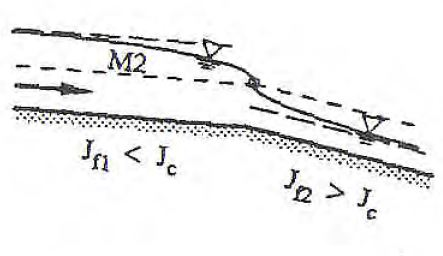
Exemple de courbe de remous de type M2
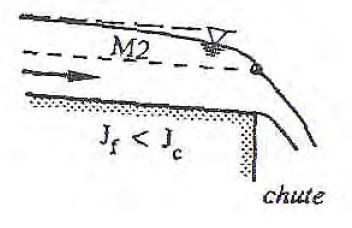
Exemple de courbe de remous de type M2
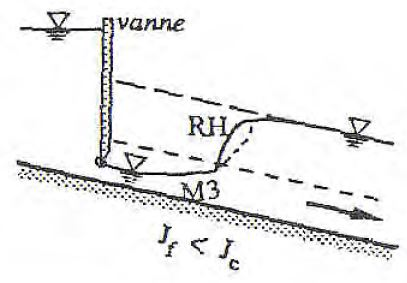
Exemple de courbe de remous de type M3
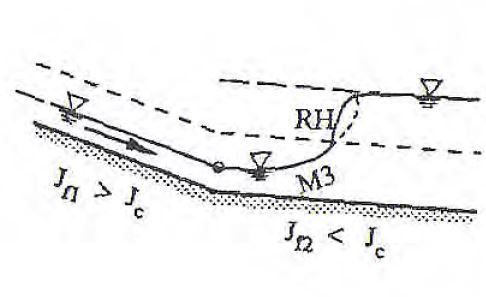
Exemple de courbe de remous de type M3

### Type S
Les courbes de type S correspondent aux pentes fortes où l'écoulement est torrentiel. hc est alors supérieur à hn. On parle de régime supercritique.

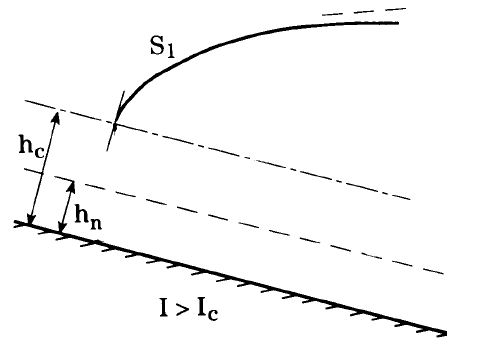
Courbe de remous de type S1 : I > 0, I > Ic (hn < hc), h > hc > hn
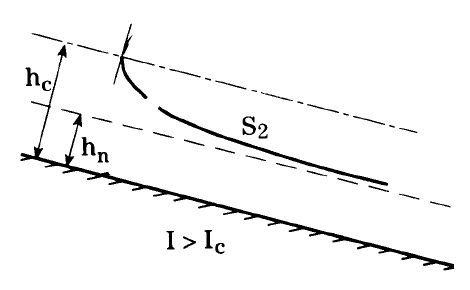
Courbe de remous de type S2 : I > 0, I > Ic (hn < hc), hc > h > hn
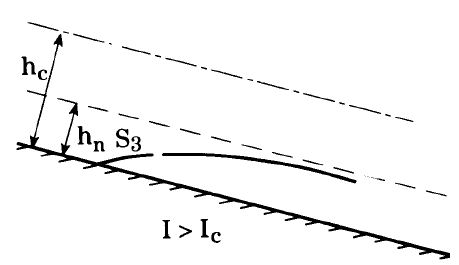
Courbe de remous de type S3 : I > 0, I > Ic (hn < hc), hc > hn > h

#### Exemples

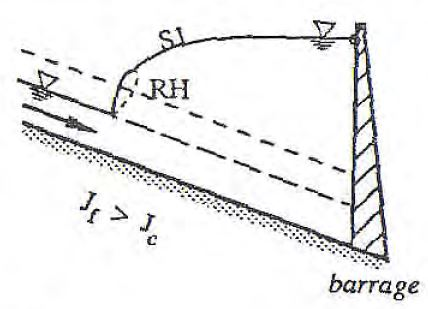
Exemple de courbe de remous de type S1
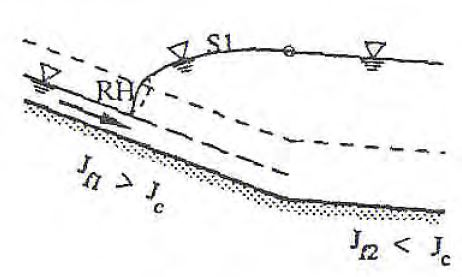
Exemple de courbe de remous de type S1
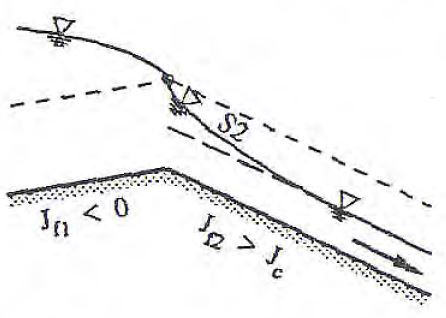
Exemple de courbe de remous de type S2
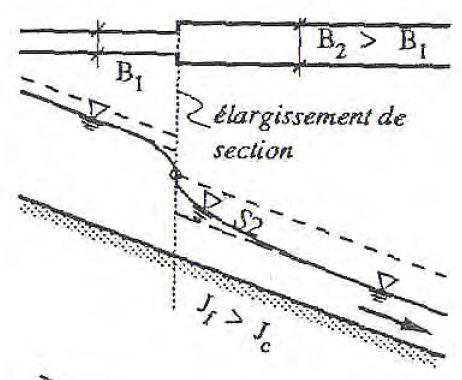
Exemple de courbe de remous de type S2
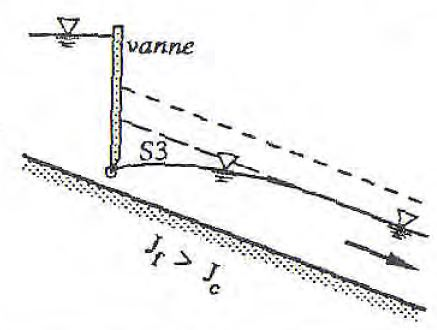
Exemple de courbe de remous de type S3
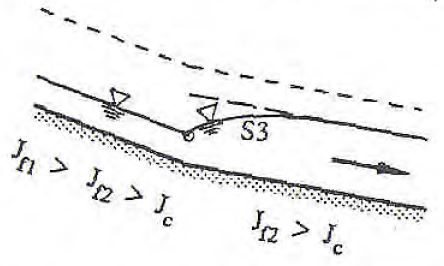
Exemple de courbe de remous de type S3

### Type C
Les courbes de type C correspondent aux écoulements en régime critique où h = hc.

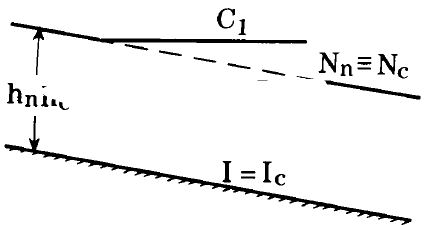
Courbe de remous de type C1 : I > 0, I = Ic (hn = hc), h > hc = hn
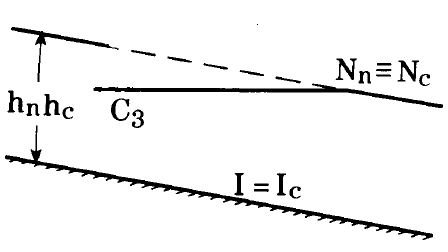
Courbe de remous de type C3 : I > 0, I = Ic (hn = hc), h < hc = hn

#### Exemples

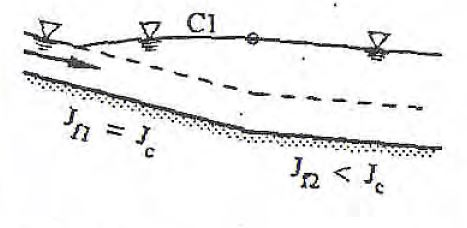
Exemple de courbe de remous de type C1
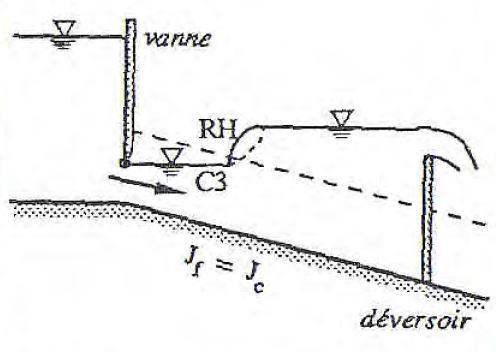
Exemple de courbe de remous de type C3

### Type H
Les courbes de type H correspondent à l'absence de pente.

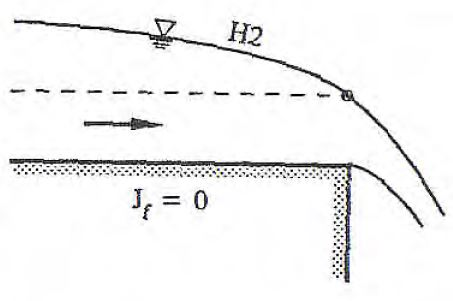
Courbe de remous de type H2 : I = 0, I = 0 (hn = ∞), h > hc
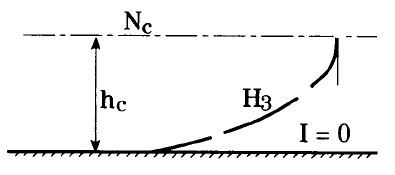
Courbe de remous de type H3 : I = 0, I = 0 (hn = ∞), h < hc

#### Exemples

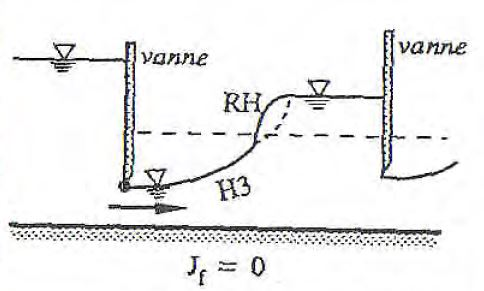
Exemple de courbe de remous de type H3

### Type A
Les courbes de type A correspondent à une pente inversée. Il n'y a pas de hn.

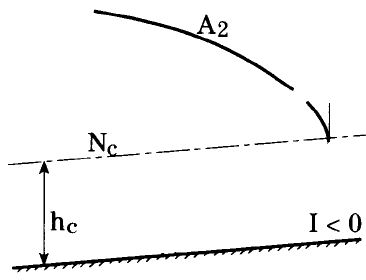
Courbe de remous de type A2 : I < 0, I < 0 (hn < 0), h > hc
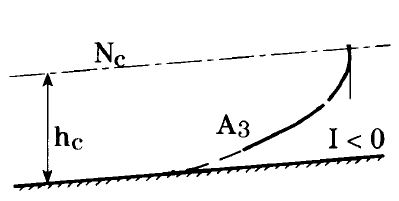
Courbe de remous de type A3 : I < 0, I < 0 (hn < 0), hc > h

#### Exemples

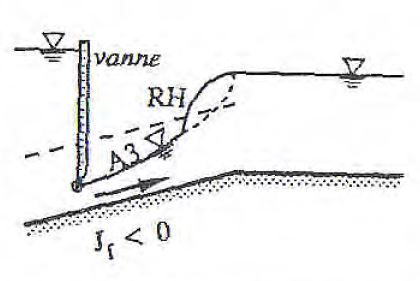
Exemple de courbe de remous de type A3